# Касерес, Хуан Хосе
Хуан Хосе Касерес (исп. Juan José Cáceres; род. 1 июня 2000, Док-Суд, Буэнос-Айрес) — парагвайский футболист, защитник московского «Динамо» и сборной Парагвая.

## Клубная карьера
Касерес — воспитанник клубов «Бока Хуниорс» и «Расинг». 14 ноября 2020 года в матче против «Арсенала» из Саранди он дебютировал в аргентинской Примере в составе последних. 22 апреля 2021 года в поединке Кубка Либертадорес против уругвайского «Рентистас» Хуан забил свой первый гол за «Расинг». Летом 2023 года Касерес перешёл в «Ланус». В матче против «Ривер Плейт» он дебютировал за новую команду. 27 октября в поединке против «Тигре» Хуан забил свой первый гол за «Ланус». 
19 января 2025 года Касерес перешел из «Лануса» в московское «Динамо» за сумме в размере 3,4 млн евро.
18 июля 2025 года забил первый гол за «Динамо» в домашнем матче против калининградской «Балтики». 

## Международная карьера
18 июня 2023 года в товарищеском матче против сборной Никарагуа Касерес дебютировал за сборную Парагвая.